# Affaire des guichets séparés de Schaerbeek

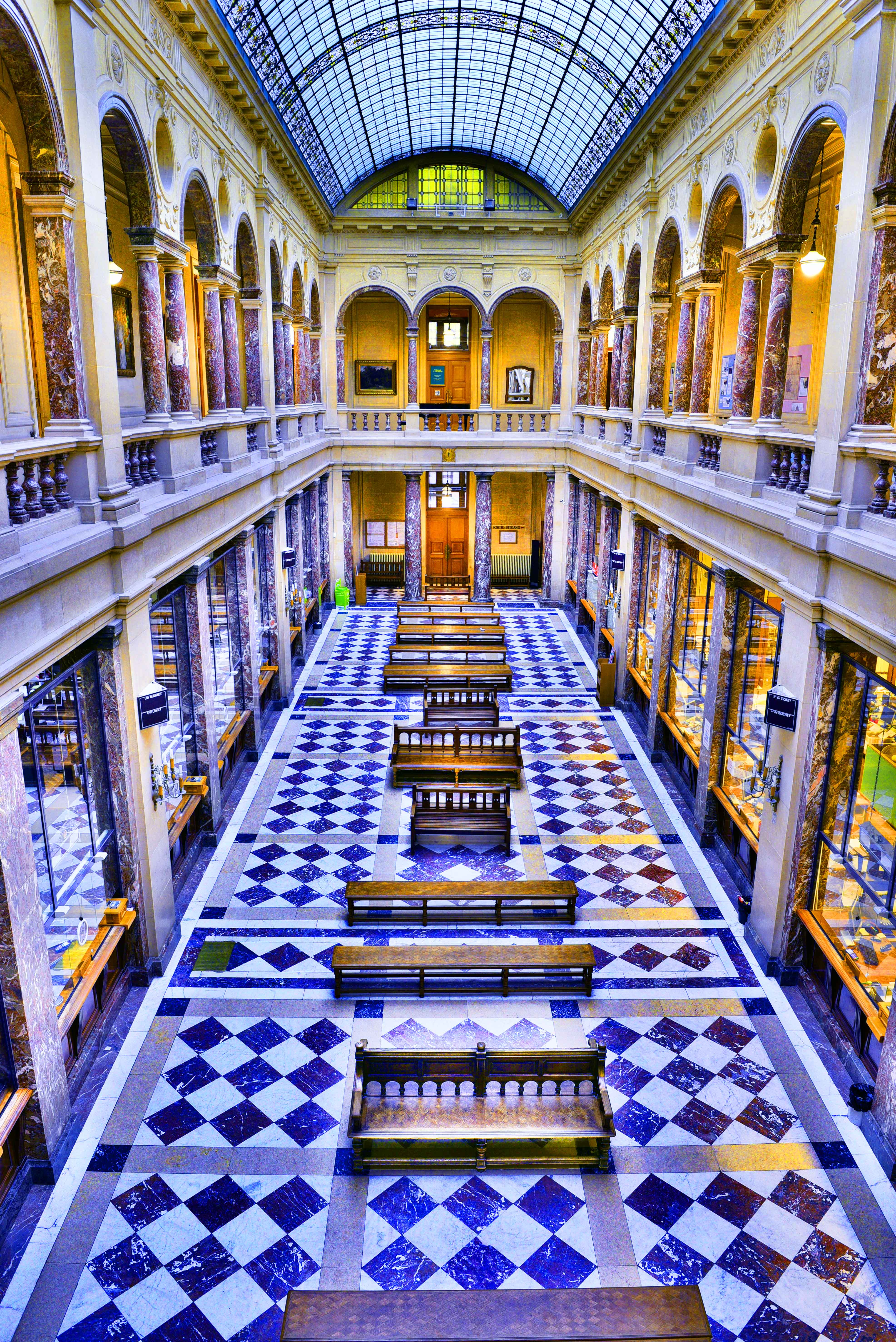
Salle des guichets de l'Hôtel communal de Schaerbeek.

L’affaire des guichets séparés de Schaerbeek désigne un événement ayant éclaté en 1971 à la suite de l’adoption de mesures administratives consistant en la séparation des guichets communaux entre les ressortissants francophones et néerlandophones, belges et étrangers. Celles-ci sont adoptées par la commune de Schaerbeek, en Belgique, sous l’autorité du bourgmestre Roger Nols. Ce changement va contribuer à l'aggravation des tensions communautaires du pays, et va faire éclater l’affaire des guichets séparés.
Ce n’est qu’en 1976, en raison de l’ampleur que prend cette affaire, que le gouvernement belge somme la commune de réorganiser les guichets de manière qu’ils soient accessibles à tous les habitants. L’affaire se termine avec l’envoi du vicomte Ganshof Van der Mersch par le Ministre de l’Intérieur.

## Politique Schaerbeekoise sous Roger Nols
“Fixé à Schaerbeek, Roger Nols est élu comme conseiller suppléant aux élections communales du 12 octobre 1952 sur la liste libérale. Il devient conseiller effectif le 13 septembre 1957, avant d’être à nouveau élu conseiller suppléant au scrutin du 12 octobre 1958, et effectif le 13 avril 1963. Il est réélu, toujours sur la liste libérale, comme conseiller le 11 octobre 1964”.
Lassé de se voir refuser un mandat d’échevin, il quitte le parti libéral pour rejoindre, lors des élections du 11 octobre 1970, les rangs du Front Démocratique Francophone (FDF), où son parti remporte 16 des 39 sièges. En ce faisant, il parvient à vaincre l’alliance libérale-catholique en place depuis 1946 et devient bourgmestre de la commune, poste qu’il occupe pendant 19 ans d'affilée.
Au long des différents mandats de Nols, la commune a adopté, sous son impulsion, toute une série de mesures hostiles aux immigrés telles que la mise en place d’un Conseil communal consultatif des immigrés en 1973, le blocage de l’inscription d’étrangers auprès de l’administration communale, etc.. Mais plus marquantes sont les réformes s’opposant au bilinguisme des institutions en région Bruxelles-Capitale. Celle qui va de loin faire le plus de bruit est l’affaire des guichets de Schaerbeek dans laquelle Roger Nols, appuyé par le collège, crée des guichets séparés pour les habitants de la commune.

## Questions politiques à l'origine du problème
Le FDF est un parti politique créé en 1964 dans un contexte d’opposition à la politique linguistique des trois partis traditionnels composant le gouvernement Lefèvre-Spaak (partis libéral, catholique et socialiste), notamment en ce qui concerne les lois linguistiques adoptées durant cette législature. Ce parti, se disant régionaliste, lutte pour la création d’une région bruxelloise ainsi que pour la défense des intérêts des francophones à Bruxelles.
Lors de sa formation, le FDF ne cherchait qu’à se présenter aux élections législatives de 1965, sans porter de grand intérêt pour les élections communales de 1964, auxquelles il ne se représentera pas. Ce n’est que six ans plus tard que le jeune parti décide de se lancer sur cette route, menant à une grande victoire dans plusieurs communes bruxelloises. Ce gain de popularité pour le FDF n’est pas inattendu. En effet, c’est à la suite de l’affaire de Louvain et de la flamandisation de l’université catholique que les oppositions linguistiques s’accentuent et le FDF, parti luttant pour les intérêts des francophones, devient soudainement le premier parti de toute l’agglomération bruxelloise.

## Fonctionnement des guichets séparés de Schaerbeek
Les guichets séparés représentent une pratique institutionnelle consistant à diviser les services administratifs en plusieurs comptoirs distincts. Cette pratique est observée dans la commune de Schaerbeek, où les guichets sont répartis de manière séparée pour les francophones, les étrangers et les néerlandophones. Sur proposition de l’échevin compétent, des guichets ont été établis, entre quatre et six pour les francophones, deux pour les étrangers et un pour les néerlandophones. Ces guichets, numérotés de 11 à 16 inclus, ont été définis à partir du 1er septembre 1971 pour différentes opérations spécifiques.
Le guichet 11 est réservé aux mutations, le guichet 12 aux renseignements, le guichet 13 aux légalisations et passeports, le guichet 14 aux certificats, le guichet 15 aux cartes d'identité et le guichet 16 aux entrées. Quant au guichet 10, il est dédié à ces mêmes opérations mais en langue néerlandaise. Toutefois, l’affectation des guichets était annoncée dans les deux langues.
Le bourgmestre de Schaerbeek a justifié cette répartition en fonction de l'importance des différents groupes linguistiques. Selon lui, cette répartition correspond uniquement au volume des affaires traitées dans chaque langue, comme en témoignent les statistiques entre le 1er et le 14 septembre 1971. En effet, 467 inscriptions ont été enregistrées en français contre seulement 74 en néerlandais.
Il a souligné que cette approche garantit au particulier la liberté de choix de la langue sans craindre aucune pression. En s'adressant au guichet spécialisé dans la langue de son choix, il peut s'exprimer et être servi dans cette même langue en toute assurance. Cette pratique s'appuie, selon lui, sur le respect de l'article 21 alinéa 5 des lois coordonnées sur l'emploi des langues en matière administrative au sein de l'organisation des guichets, une démarche facilitée par des agents bilingues.
Roger Nols a contesté les allégations de discrimination entre les néerlandophones et les francophones faites par le ministre de l’intérieur Joseph Michel. Selon lui, le fait d'avoir un seul guichet pour les néerlandophones facilite les démarches administratives liées à l'état civil. Il estime que cette différence de traitement représente un avantage pour les néerlandophones, tandis que les francophones doivent se rendre à plusieurs guichets distincts pour effectuer ces mêmes opérations.

## Conséquences
En 1975, le principe des guichets séparés s'étend aux communes d'Etterbeek, Forest, Ixelles et Uccle, bien qu’elles ne soient pas toutes dirigées par un bourgmestre du parti FDF. Cependant, cette initiative a rapidement rencontré des obstacles. La Commission permanente de contrôle linguistique a remis en question la légitimité de cette organisation, la jugeant contraire à l'économie générale de la législation linguistique administrative.
L'affaire des guichets de Schaerbeek a entraîné des tensions entre les communautés francophone et néerlandophone de Bruxelles, en raison de potentielles discriminations envers les néerlandophones. En effet, l'attribution d'un seul guichet aux administrés de langue néerlandaise a été perçue comme une marginalisation de ce groupe minoritaire. Cette situation a donné lieu à des manifestations et a attiré l'attention des médias, mettant en lumière le conflit linguistique et la violation des lois en vigueur.

## Sanctions
Selon la Commission permanente de contrôle linguistique ainsi que la décision du Conseil d’État datant du 19 mars 1976, la séparation des guichets entre francophones et néerlandophones, Belges et étrangers, est illégale. En effet, cette disposition des guichets électoraux était contraire à la législation linguistique de 1963 qui exige le bilinguisme des services communaux. Toutefois, au début du mois d’avril, Roger Nols fait savoir qu’il n’a pas l’intention de s’incliner devant l’arrêt du Conseil d’État. Dans une lettre du 5 avril 1976, le ministre de l’Intérieur Joseph Michel demande à Roger Nols comment il envisage d'appliquer l'arrêt. Ce dernier lui répond qu'il souhaite prendre du temps pour consulter des "spécialistes" avant de décider de la marche à suivre.
Face à l’inaction du bourgmestre, dès juin 1976, le ministre de l’Intérieur ordonne à la commune de réorganiser les guichets de manière à être accessibles à tous les habitants sans distinction, lui donnant cinq jours pour obtempérer. Comprenant que le bourgmestre n’a aucune intention d’accéder à sa demande, le Gouvernement décide d’avoir recours à un commissaire spécial. Cette mesure est très mal accueillie, et provoque des manifestations dans la commune. Monsieur Nols en conteste la légalité.
Afin de mettre un terme officiel à la pratique des guichets séparés, le ministre de l’Intérieur désigne finalement le vicomte et procureur général honoraire près la Cour de cassation Walter Ganshof Van Der Mersch comme commissaire spécial. Il est assisté par des gendarmes afin d’exécuter la décision du Gouvernement et de rétablir l’ordre légal à Schaerbeek,.
Le 2 juin 1976, à 4 heures du matin, le commissaire Ganshof Van Der Mersch exécute sa mission en effectuant une descente à l'Hôtel communal de Schaerbeek pour mettre fin au système des guichets séparés. Cette heure est choisie de manière intentionnelle, pour garantir que l’Hôtel communal soit vide. En effet, le F.D.F. avait annoncé sa volonté d'être massivement présent dès l'arrivée du commissaire spécial, et le gouvernement voulait éviter tout risque de confrontation physique avec des parlementaires et militants. Cet événement, hautement médiatisé, suscite une grande agitation et renforce la détermination du FDF à s'opposer aux lois linguistiques et à leurs effets.

## Médiatisation de l'affaire et réactions
La division des guichets provoque de nombreuses réactions médiatiques et politiques. Tant la presse que des formations politiques, des associations diverses mais aussi d’autres communes commentent massivement l’évènement, tantôt pour soutenir ces politiques linguistiques, tantôt pour les condamner. De 1971 à 1976, l’affaire des guichets séparés suscite ainsi le débat politique.
Roger Nols est soutenu d’une part, par son parti, et d’autre part, par une série de défenseurs de la cause des francophones à Bruxelles. En 1975, ce principe de séparation des guichets se propage au sein de diverses communes bruxelloises. Aussitôt, la presse flamande ainsi que des parlementaires néerlandophones, notamment issus de la Volksunie (V.U.), y voient le déclenchement de mesures linguistiques discriminatoires, voire d’un régime d'« apartheid » au préjudice des néerlandophones bruxellois. Ils sont rejoints par divers mouvements flamingants tels que le Vlaamse Militanten Orde (V.M.O.), le Taal Aktie Komitee ou Were Di. Cette indignation donne lieu à de violentes manifestations et au saccage des services de la population par des mandataires de la Volksunie.
En effet, dès la fin du mois de février 1975, le problème des guichets de Schaerbeek s’envenime. Les mouvements flamands précités mettent en œuvre une série d’opérations contre Roger Nols et son administration. L’une d’elles consiste en la marche sur Schaerbeek. Certaines sections du VMO ou d’autres groupes nationalistes flamands paradent en uniformes, tandis que certains parlementaires de la V.U. arrachent les inscriptions françaises ou bilingues à l’Hôtel communal. Ces réactions sont justifiées par leurs auteurs comme étant une réponse à la non-reconnaissance de l’illégalité des guichets séparés par les autorités belges.
L’affaire des guichets séparés de Schaerbeek fit beaucoup de bruit, et devint un symbole du clivage linguistique en Belgique. Elle a principalement contribué à forger la réputation nationale de Roger Nols. Dans les médias, ce dernier est souvent décrit comme un fervent défenseur de la cause francophone et, initialement du moins, ses critiques publiques envers les populations immigrées passent relativement inaperçues.